# دارمانشت
شهر دارمانشت (به رومانیایی: Dărmăneşti) در شهرستان بکو در کشور رومانی واقع شده‌است. جمعیت این شهر ۱۴٬۲۳۲ نفر  است.